# Nissan Prairie
Nissan Prairie – samochód osobowy typu MPV produkowany przez japońską firmę Nissan w latach 1982–2004. Dostępny jako 5-drzwiowy van. Do napędu używano silników R4, także z turbodoładowaniem. Moc przenoszona była na oś przednią (opcjonalnie AWD) poprzez 3, 4 lub 5-biegową automatyczną bądź 5-biegową manualną skrzynię biegów. Powstały trzy generacje Prairie. Samochód został zastąpiony przez model Lafesta.

## Dane techniczne ( M10 '83 R4 1.8)

### Konstrukcja
Samonośne nadwozie z drzwiami przednimi klasycznie otwieranymi oraz tylnymi przesuwnymi po obydwóch stronach. Innowacyjny był  brak słupka środkowego (tzw. "B") dzięki czemu po otwarciu przednich drzwi i odsunięciu bocznych powstawał otwór 160x120 cm - ułatwiający wsiadanie. Drzwi przednie oraz przesuwne przy zamykaniu zaczepiały się o siebie oraz dodatkowo były blokowane u góry i dołu. Wadą takiego rozwiązania była mniejsza sztywność nadwozia. 

### Silnik
- R4 1,8 l (1809 cm³), 2 zawory na cylinder, SOHC
- Układ zasilania: wtrysk
- Średnica cylindra × skok tłoka: 83,00 mm × 83,60 mm
- Stopień sprężania: 8,8:1
- Moc maksymalna: 91 KM (67 kW) przy 5200 obr./min
- Maksymalny moment obrotowy: 155 N•m przy 3200 obr./min

### Osiągi
- Przyspieszenie 0-100 km/h: b/d
- Prędkość maksymalna: 153 km/h

## Dane techniczne ('88 R4 2.0 AWD)

### Silnik
- R4 2,0 l (1974 cm³), 2 zawory na cylinder, SOHC
- Układ zasilania: wtrysk
- Średnica cylindra × skok tłoka: 84,50 mm × 88,00 mm
- Stopień sprężania: 8,5:1
- Moc maksymalna: 92 KM (68 kW) przy 5200 obr./min
- Maksymalny moment obrotowy: 148 N•m przy 2800 obr./min

### Osiągi
- Przyspieszenie 0-100 km/h: b/d
- Prędkość maksymalna: 169 km/h

## Galeria

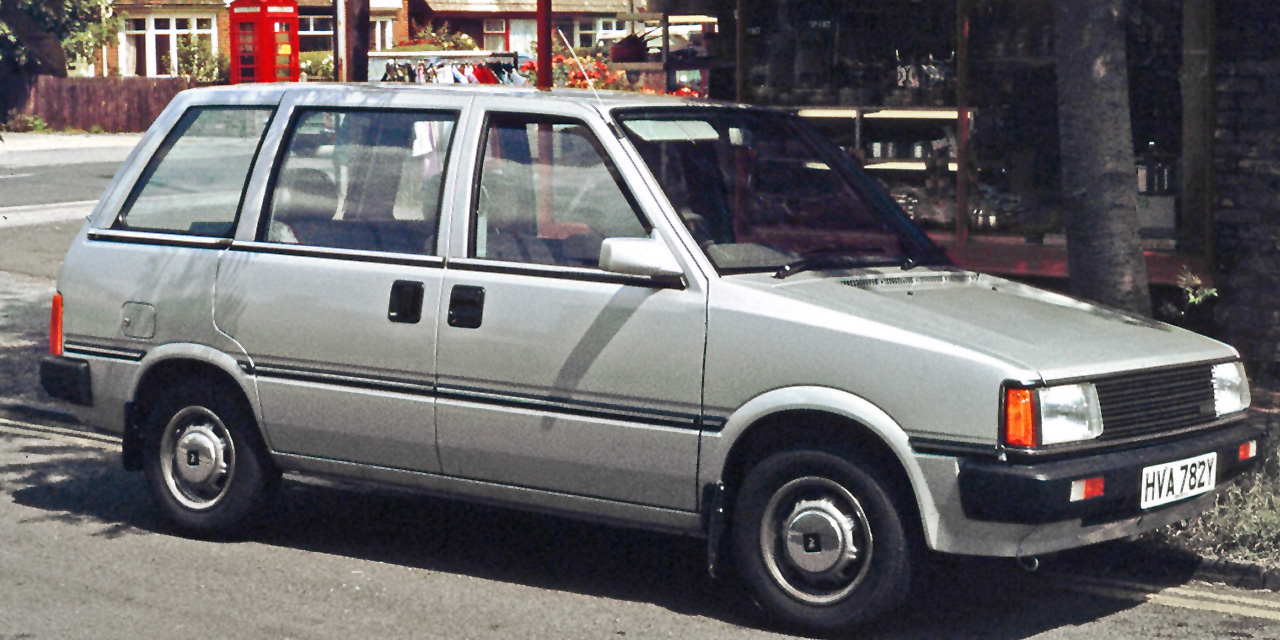
'82 Prairie
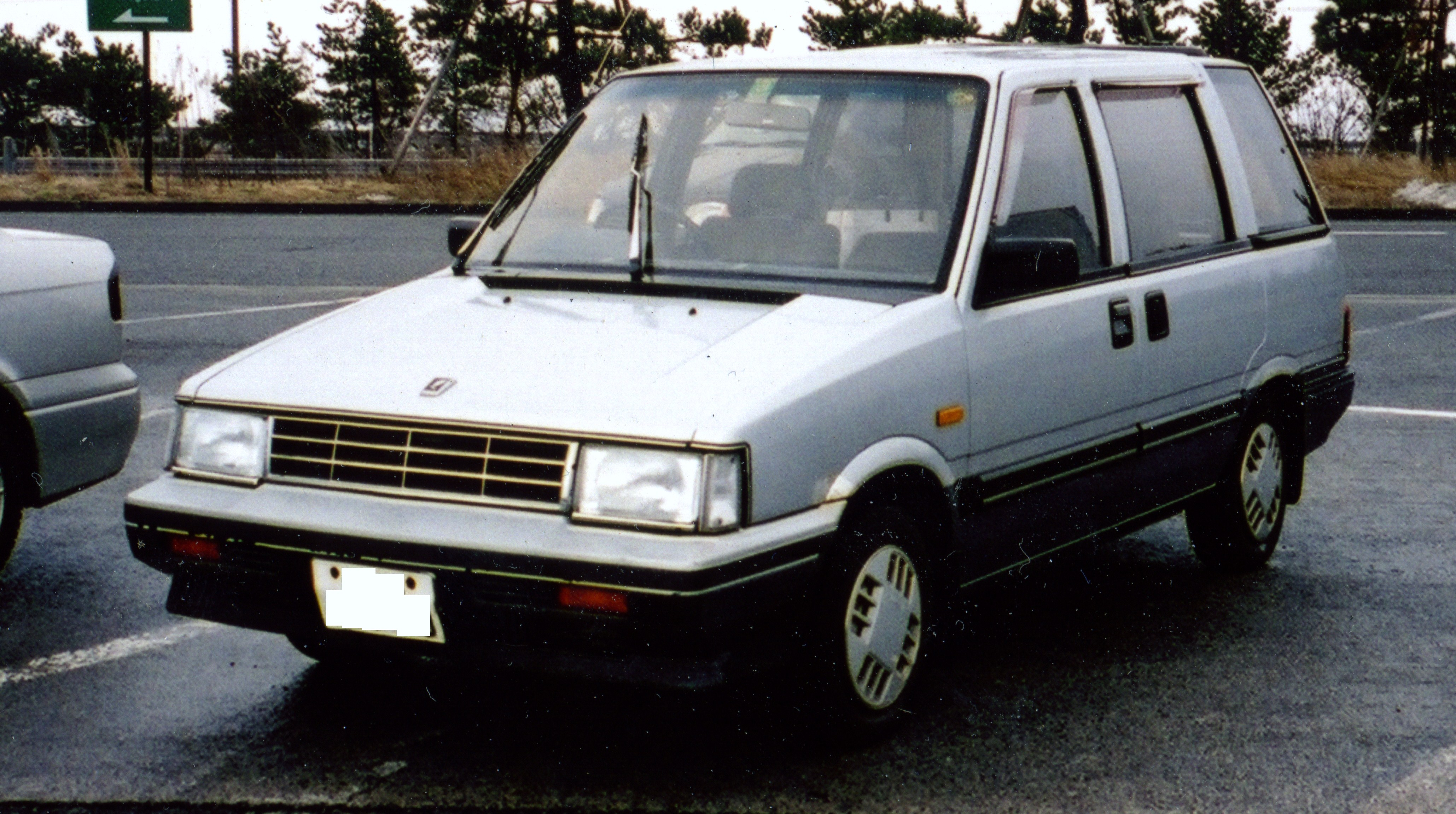
'88 Prairie
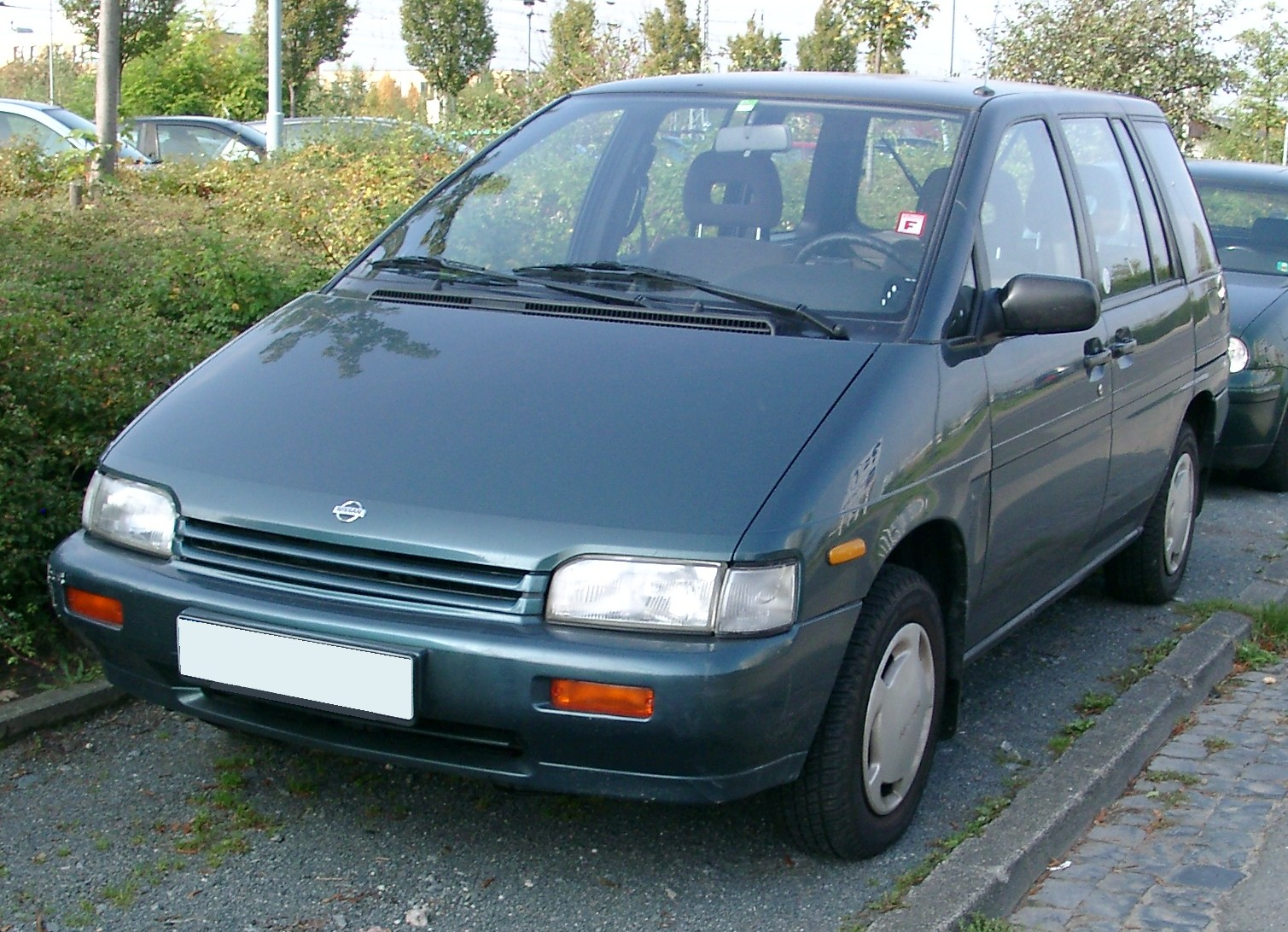
'92 Prairie
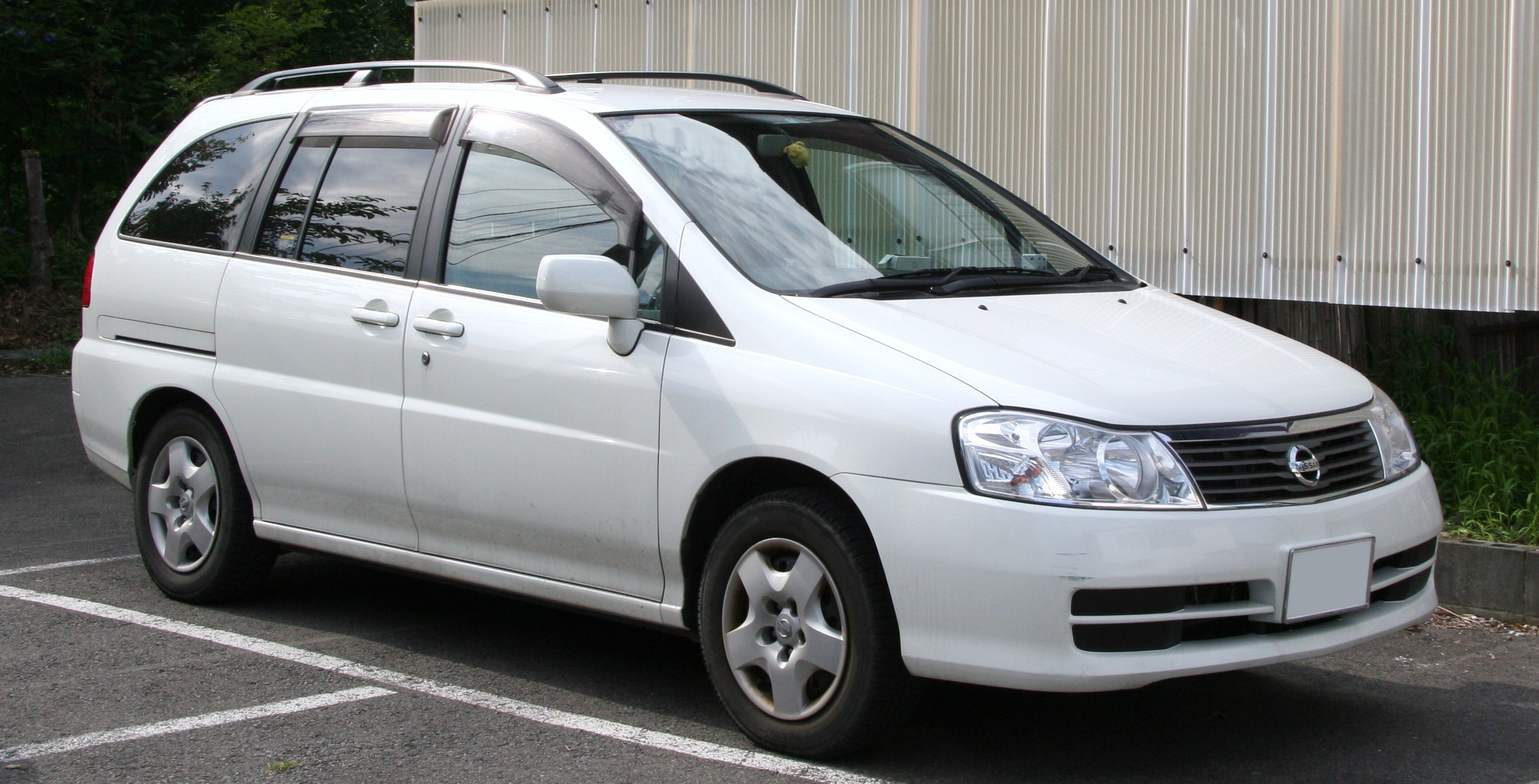
Nissan Liberty
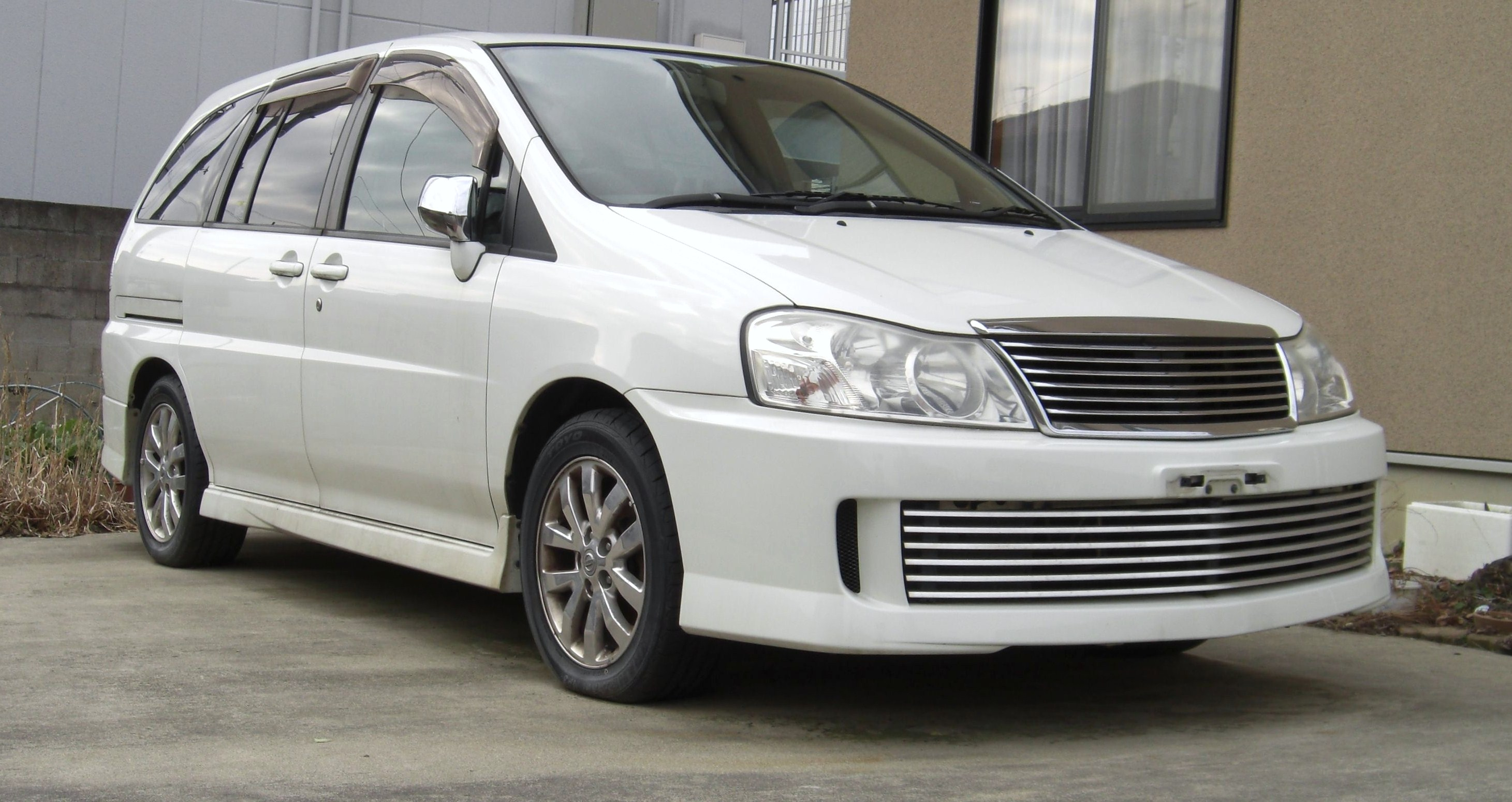
Nissan Liberty